# بلير لارسن
بلير لارسن (بالإنجليزية: Blair Larsen)‏ هو لاعب اتحاد الرغبي نيوزلندي، ولد في 20 يناير 1969 في تاكابونا ‏ في نيوزيلندا.

## وصلات خارجية
- بلير لارسن عل موقع إسبنسكروم (الإنجليزية)